# Zatysivka
Zatysivka, také Zatisivka, česky dříve Čomaljevo (ukrajinsky Затисівка, do roku 1946 Чума, rusínsky Затисовка, maďarsky Csomafalva), je osada obce Čepa, v Pyjterfolvivské vesnické komunitě, v okrese Berehovo, v Zakarpatské oblasti Ukrajiny. V roce 2001 zde žilo 528 obyvatel, z toho 12,12 % obyvatel bylo maďarské národnosti. 

## Historie
První písemná zmínka o obci, která byla tehdy uvedena pod názvem Chamafalva, pochází z roku 1327. Obec byla součástí Uherska. Po skončení první světové války se  jako součást Podkarpatské Rusi stala pod názvem Čomaljevo (maďarsky Csomafalva) součástí nově vzniklého Československa. Byl zde obecní notariát.  V roce 1938 byla v důsledku první vídeňské arbitráže přičleněna k Maďarsku. Po skončení druhé světové války byla  postoupena Sovětskému svazu.